# Димитрий (Кушелл)
Митрополи́т Дими́трий (греч. Μητροπολίτης Δημήτριος, в миру Дже́ймс Джо́рдж Куше́лл, англ. James George Couchell, греческий фариант фамилии Куцогеоргас, греч. Κουτσογεώργας; род. 17 февраля 1938, Гринвилл, Южная Каролина) — архиерей Константинопольской православной церкви на покое, титулярный митрополит (до 2023 — епископ) Ксанфский (с 1998), викарий Американской архиепископии (1998—2006).

## Биография
Родился 17 февраля 1938 года в Гринвилле, Южная Каролина, в семье греческих эмигрантов. Он начал своё начальное образование в Спартанбурге, Южная Каролина, затем большую часть своего начального и среднего образования проучился в Скенектади, Нью-Йорк. Окончил среднюю школу в Спартанбурге. После одного года обучения в Северо-западном университете, он был переведён в богословскую школу Святого Креста. Начиная с 1960 года Джеймс Кушелл был движущей силой в создании того, что стало важнейшим подразделением кампусовского служения Православной церкви. Данное его служение положило начало деятельности Православному христианскому братству (Orthodox Christian Fellowship).
В 1963 году окончил богословскую школу Святого Креста со степенью бакалавра богословия. После года аспирантуры в Йельской Школе Богословия в Нью-Хейвене, штат Коннектикут, он работал в штаб-квартире греческой православной архиепископии Северной и Южной Америке в течение следующих 17 лет на различных должностях.
Во время его работы в архиепископии, он занимался разработкой программы Orthodox Campus Ministry program под эгидой SCOBA и занимал должность её исполнительного директора. Часть этого служения включала публикацию ежеквартального журнала «Concern» для студентов православных колледжей. За семь лет, он посетил более 1000 студенческих кампусов по всей территории США и инициировал связи с национальной Студенческой христианской федерацией, Всемирной студенческой христианской федерацией, Всемирным братством православной молодёжи «Синдесмос». В то время, было более 100 глав православной Christian Fellowship из университетов США, созывались ежегодная Национальная конференция для студентов православных колледжей.
В 1971 году он был назначен на должность первого английского редактора нового двуязычного еженедельника архиепископии «Orthodox Observer» и прослужил в этом качестве до 1981 года.
В 1981 году был назначен архиепископом Американским Иаковом (Кукузисом) исполнительным директором новой Свято-Фотиевской греческой православной Национальной Святыни в Сент-Огастине, штат Флорида.
20 марта 1983 года был хиротонисан во диакона епископом Атлантским Иоанном (Калосом) с наречением имени Димитрий. 26 июню 1983 года на Пятидесятницу в Сент-Огастине был хиротонисан в священный сан архиепископом Америеканским Иаковом. Дата была выбрана не случайно: праздновалась 215-я годовщина высадки в Сент-Огастине первой греческой колонии на североамериканском континенте. По случаю освящения часовни при Свято-Фотиевской национальной святыни был возведён архиепископом Иаковом в сан архимандрита.
В январе 1985 года был назначен служить одновременно в качестве исполнительного директора вновь созданного Архиепископийской миссионерского центра (Orthodox Christian Mission Center) который изначально был создан на основе Свято-Фотиевской национальной святыни. На этой должности он курировал строительство нового здания центра миссии и инициировал ключевые программы, в том числе отправка первых православных миссионерских групп в Африку. Под его руководством Миссионерский центр направил своих первых долгосрочных миссионеров и основал свою программу поддержки священников из числа коренных народов в беднейшие районах под названием SAMP (Поддержи священника миссии). Была отправлена первая команда краткосрочных миссий, и была основана программа Agape Canister. Установил контакт с иерархами многих областей миссии во время своих обширных поездок по многим странам Африки и Азии. Он поощрял православные общины, и миссионерское служение Церкви значительно расширилось. В 1995 году Миссионерский центр стал учреждением Постоянной конференции канонических православных епископов в Северной и Южной Америке (SCOBA).
18 мая 1998 года единогласным решением Священного синода Константинопольской православной церкви избран титулярным епископом Ксанфским, викарием Американской архиепископии. 31 мая 1998 года в соборе святого Георгия в Филадельфии состоялась его хиротония в сан титулярного епископа Ксанфского, викария Нью-Йоркской митрополии. Хиротонию совершили: архиепископ Американский Спиридон (Папагеоргиу), митрополит Тианский Паисий (Лулургас), епископ Мелойский Филофей (Карамицос), епископ Апамейский Викентий (Маламатениос). 23 июня 1998 года состоялась его интронизация. В сентябре 1998 года ушёл с должности исполнительного директора Центра православной христианской миссии.
C 1 сентября 1998 года принял на себя ряд обязанностей в архиепархии: он стал связующим звеном Архиепископии с Международными православными христианскими благотворительными организациями (IOCC) и Центром православной христианской миссии (OCMC), назначен ответственным за Управление по экуменическим вопросам, Постоянную конференцию канонических православных епископов в Северной и Южной Америке (SCOBA) и внутренние миссии.
В 1999 году Патриархом Варфоломеем он был назначен в состав делегации, представлявшей Константинопольский Патриархат на встрече с папой Иоанном Павлом II по случаю престольного праздника Святых Петра и Павла.
Был инициатором ежегодной Вечерней службы, проводящейся в Нью-Йорке для сотрудников и делегатов Организации Объединённых Наций, совместно спонсируемой SCOBA и Постоянной конференции восточных православных церковных иерархов. Служил в течение нескольких лет в качестве исполняющего обязанности главного секретаря Священного Епархиального Синода Греческой Православной Архиепископии Америки.
После 43 лет служения Американской архиепископии епископ Димитрий ушёл в отставку в декабре 2007 года, но он продолжал активно работать в приходе Святой Троицы в Сент-Огастине, штат Флорида. Кроме того, он остался специальным консультантом в отделе межправославных и экуменических связей Американской архиепископии
10 января 2023 года возведён в сан титулярного митрополита без изменения титула.